# اوتی (کالوادوس)
اوتی (به فرانسوی: Authie) یک کمون در فرانسه است که در کالوادوس واقع شده‌است. اوتی ۳٫۲۱ کیلومتر مربع مساحت دارد ۶۵ متر بالاتر از سطح دریا واقع شده‌است.